# Serapias bergonii
Serapias bergonii is een Europese orchidee die vrij algemeen is in het centrale en oostelijke Middellandse Zeegebied.

## Naamgeving enetymologie
- Synoniem: Serapias cordigera subsp. laxiflora (Soó) H.Sund., Serapias hellenica Renz, Serapias laxiflora Chaub. [Illegitimate], Serapias laxiflora f. wettsteinii (H.Fleischm.) Soó, Serapias occultata var. columnae (Asch. & Graebn.) E.G.Camus, Serapias parviflora var. columnae Asch. & Graebn., Serapias parviflora subsp. laxiflora Soó, Serapias pseudocordigera var. laxiflora Nyman, Serapias vomeracea subsp. laxiflora (Soó) Gölz & H.R.Reinhard, Serapias wettsteinii H.Fleischm.

- Italiaans: Serapide di Bergon

De botanische naam Serapias is ontleend aan de Egyptische god Serapis. De soortaanduiding bergonii is een eerbetoon aan de Franse botanicus Paul Bergon (1863-1912).

## Kenmerken
S. bergonii is een overblijvende geofyt die qua bouw sterk lijkt op de lange tongorchis (S. vomeracea), maar slanker, tot 50 cm hoog. De bloemstengel is aan de basis meestal rood gevlekt en draagt zes tot negen eveneens rood gevlekte bladeren en een tot 20 cm; lange, ijle aar met drie tot twaalf bloemen. De bladeren zijn 6 tot 14 cm lang, lancetvormig, naar boven toe overgaand in rode schutbladen, langer dan de helm van de bloem.
De bloemen zijn klein voor een tongorchis, met een opgaande, grijs-lila gekleurde helm, gevormd door de weinig gefuseerde lancetvormige kelkbladen en bovenste kroonbladen. De kelkbladen zijn 15 tot 21 mm lang, de kroonbladen 19 tot 28 mm lang langgerekt druppelvormig met een langgerekte, spitse top en een purperkleurige basis.
De lip is tot 30 mm lang en bestaat uit twee delen. De hypochiel is tot 13 mm lang en 15 mm breed, nier- tot hartvormig, opgerold, met donkerviolette laterale lobben die bijna volledig onder de helm verborgen liggen, en draagt een karakteristieke verdikte, gele tot lichtroze centrale callus, met aan de basis twee kleine, witte tot donker violette, parallel lopende lamellen. De epichiel is tot 18 mm lang en 8 mm breed, lancetvormig, afhangend of teruggeslagen onder de hypochiel, helderrood tot donker violet gekleurd, en weinig behaard.
De bloeitijd is van maart tot mei.

## Habitat, verspreiding en voorkomen
S. bergonii prefereert basische tot licht zure gronden op zonnige of licht beschaduwde plaatsen zoals vochtige tot natte grasland, garrigue, oude olijfboomgaarden en lichte bossen. In de bergen komt de soort voor tot op hoogtes van 1.500 m.
De plant is verspreid over het centrale en oostelijke Middellandse Zeegebied, van Italië (Calabrië, Sicilië) tot in Antiochië. Hij komt vrij algemeen voor, en kan op plaatsen zeer abundant zijn.

## Verwante en gelijkende soorten
S. bergonii kan door zijn kleur en vorm enkel verward worden met de lange tongorchis (S. vomeracea). Hij kan ervan onderscheiden worden door de slankere habitus en de kleinere bloemen, doch in het gebied waar zij beide samen voorkomen zijn tussenvormen bekend.
S. aphroditae · 
S. apulica · 
S. atlantica · 
S. bergonii · 
S. carica · 
S. cordigera (Brede tongorchis) · 
S. cossyrensis · 
S. cycladum · 
S. elsae · 
S. feldwegiana · 
S. gregaria · 
S. ionica · 
S. istriaca · 
S. levantina · 
S. lingua (Gewone tongorchis) · 
S. lorenziana · 
S. neglecta (Vergeten tongorchis) · 
S. nurrica · 
S. orientalis · 
S. olbia · 
S. parviflora (Kleine tongorchis) · 
S. patmia · 
S. perez-chiscanoi · 
S. politisii · 
S. stenopetala · 
S. strictiflora · 
S. vomeracea (Lange tongorchis)